# 平底交差点
平底交差点（ひらそここうさてん）は、宮崎県西臼杵郡日之影町にある高千穂日之影道路（九州中央自動車道に並行する一般国道218号の自動車専用道路）の交差点である。

## 歴史
- 2007年（平成19年） : バイパス建設のためのルート調査開始。
- 2009年（平成21年） : 高千穂日之影道路として事業着手。
- 2021年（令和3年）8月21日 : 日之影深角IC - 平底交差点間開通に伴い、供用開始[2]。

## 周辺
- 道の駅青雲橋
- 日之影温泉
- 九州山地
- 五ヶ瀬川

## 接続する道路
- 国道218号

## 隣
E77 九州中央自動車道（ 高千穂日之影道路）
日之影深角IC - 平底交差点 - （延岡市方面）